# 파이터스 클럽
파이터스 클럽(Fighters Club)은 KOG에서 개발하고 NHN과 공동 배급했던 액션 RPG 게임이었다. 2014년 12월에 서비스가 종료되었다.

## 캐릭터
- 스파이크
- 진
- 레미
- 잭